# Gustavo Zuluaga Serna
Gustavo Zuluaga Serna (El Santuario, 12 de mayo de 1935-Medellín, 31 de octubre de 1986) fue un abogado y juez colombiano. Conocido por ser el juez que sacó a la luz el prontuario criminal de Pablo Escobar en 1983 mientras Escobar era congresista, por lo cual fue asesinado por el Cartel de Medellín.

## Biografía
Nacido en El Santuario (Antioquia). Abogado de la Universidad Pontificia Bolivariana. 
Se desempeñó como juez décimo Superior de Medellín, donde en ejercicio del cargo, el 23 de septiembre de 1983, dictó un auto de detención contra Pablo Escobar y su primo Gustavo Gaviria por el asesinato de dos agentes del Departamento Administrativo de Seguridad (DAS) que años atrás habían arrestado a los primos Escobar Gaviria por posesión y tráfico de estupefacientes. Fue el primer juez en enjuiciar a Pablo Escobar.
Luego fue nombrado como magistrado de la Sala Penal del Tribunal Superior de Medellín en 1985, en reemplazo de Álvaro Medina Ochoa, quien había sido asesinado en abril de 1985.

## Asesinato
Fue asesinado cuando se dirigía a su residencia en compañía de su esposa embarazada, en la Avenida Bolivariana con calle 34 de Medellín por orden de Pablo Escobar.

## En la cultura popular
- Fue interpretado por Jorge Herrera en la serie Pablo Escobar, el patrón del mal.